# Ralstonia
Ralstonia — рід протеобактерій родини Burkholderiaceae. раніше включався в рід Pseudomonas.

## Назва
Назва роду Ralstonia дана на честь американської бактеріологині Еріки Ралстон, яка вперше описала типовий вид (під назвою Pseudomonas pickettii).

## Опис
Представники роду поширені в різних середовищах, у тому числі в клінічних умовах, де вони можуть діяти як патогени. Види Ralstonia були зареєстровані в молоці водяних оленів (Hydropotes inermis), північних оленів (Rangifer tarandus) і кіз (Capra aegagrus). R. solanacearum є патогеном для багатьох видів рослин.
Дослідники з Університету Каліфорнії в Лос-Анджелесі (UCLA) створили генетично модифікований штам Ralstonia (Ralstonia eutropha H16), який синтезує ізобутанол з вуглекислого газу, використовуючи електроенергію, вироблену сонячними елементами, як потенційне альтернативне паливо. Проект фінансувався Міністерством енергетики США.